# Entosthodon limbatus
Entosthodon limbatus är en bladmossart som beskrevs av C. Müller 1858. Entosthodon limbatus ingår i släktet koppmossor, och familjen Funariaceae. Inga underarter finns listade i Catalogue of Life.